# Siemens Arena

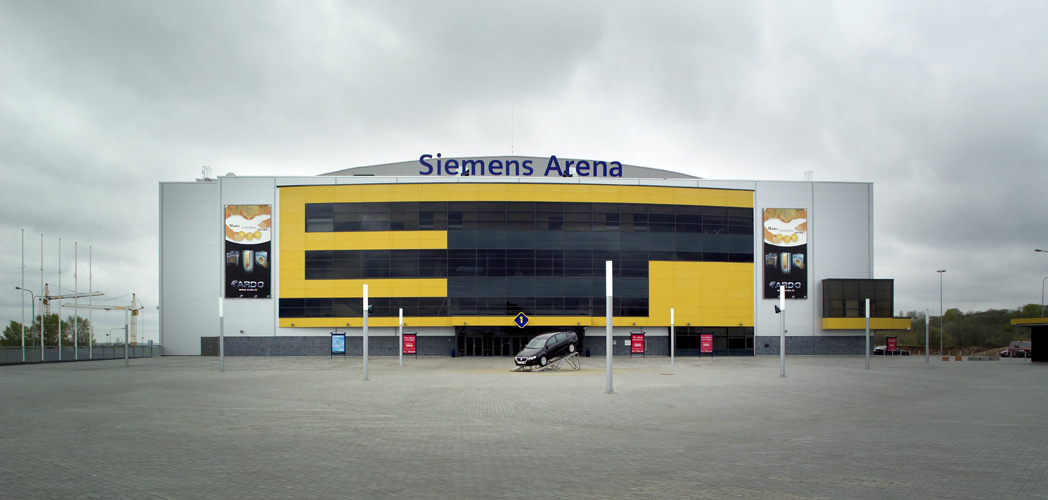
Siemens Arena

Siemens Arena är en inomhusarena i Vilnius i Litauen. Siemens Arena öppnades den 30 oktober 2004, och används till bland annat basketboll (hemmaarena för BC Lietuvos Rytas), ishockey och konserter.

## Kapacitet

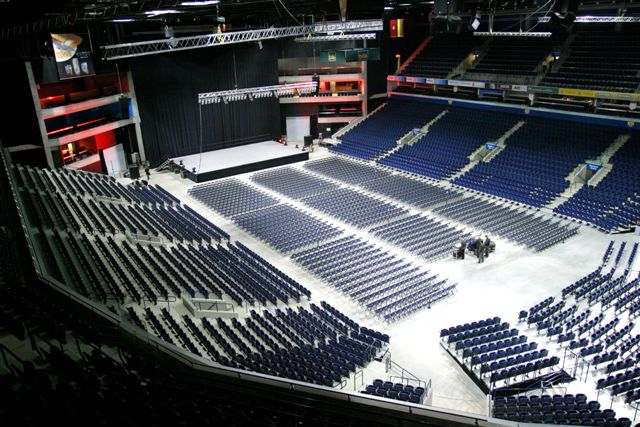
Arena

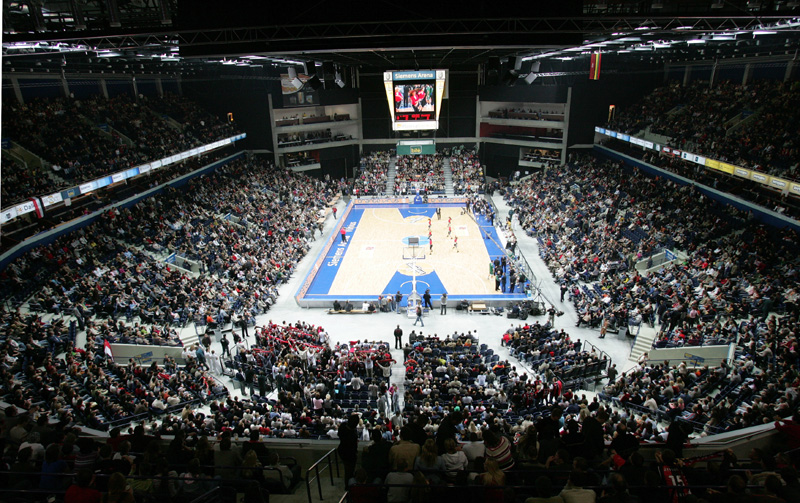
Basketmatch

Idrott:
Basket - 11 000
Ishockey 8 750
Konsert: 12 000